# 実刑
実刑（じっけい）とは執行猶予が付されていない自由刑（懲役、禁錮、拘留）判決の刑罰のこと。

## 概要
自由刑以外の有罪判決には用いられないのが通例である。例えば、罰金刑のみの判決のことを実刑判決と表現することはない。
日本の刑法で規定されている用語ではないため厳密な法的解釈は存在しないが、日本の裁判所でも用いられている用語で判決文にも用いられている。
執行猶予判決は猶予期間の満了によって実際に刑が執行されないが、実刑判決は猶予期間がない。
実刑判決が出た時点で保釈の効力も無くなり直ちに収監される（なお、下級審の実刑判決の上訴の際に再保釈が認められることもある）。
しかし、実刑判決でも、自由刑の期間が短い一方で長期に渡って勾留されたために未決勾留日数が長く算入された場合や病気などで刑の執行停止となった場合などは、刑が確定した後に服役しなくても済む場合もある。